# Jan Myśliński
Jan Myśliński (ur. 9 lutego 1895 w Dolsku (powiat kowelski), zm. 19 stycznia 1976 w Londynie) – polski rolnik, działacz społeczny, poseł na Sejm IV kadencji (1935-1938) w II Rzeczypospolitej.

## Życiorys
Zdał egzamin dojrzałości w 1915 roku w V Gimnazjum w Kijowie, następnie zdał egzamin oficerski przy rosyjskim 4. zapasowym dyonie artylerii (30 października 1916 roku). 
W czasie I wojny światowej służył w armii rosyjskiej (od 15 maja 1915 roku). W listopadzie 1917 roku został zdemobilizowany.
Na przełomie listopada i grudnia 1918 roku został powołany do armii ukraińskiej (na stanowisko dowódcy baterii), ale już 13 grudnia 1918 roku zdezerterował na stronę polską. Od 17 stycznia 1919 roku walczył jako ochotnik w Wojsku Polskim, kolejno jako:
- podporucznik żandarmerii w Dowództwie Okręgu Generalnego (DOG) Lublin,
- od 1 marca 1919 roku – dowódca żandarmerii na powiat biłgorajski DOG Lublin,
- od 1 sierpnia 1919 roku – dowódca Ekspozytury Żandarmerii Polowej w Wilejce DOG Wilno,
- od 5 sierpnia 1920 roku – porucznik w żandarmerii polowej 5. Armii (dowódca 2. szwadronu),
- od października 1920 roku – w żandarmerii polowej przy 3. Armii (dowódca 21. szwadronu w dowództwie 3. dyonu),
- od 1 czerwca 1921 roku – 1. dyon żandarmerii polowej (porucznik ze starszeństwem z dniem 30 listopada 1919 roku),
- 13 lutego 1922 roku – przeniesiony do rezerwy.

Był właścicielem majątku Teklinopol w gminie Kołowicze. 
Pełnił szereg funkcji społecznych, był m.in.: w latach 30. wiceprezesem Powiatowego Urzędu Rozjemczego i członkiem Rady Powiatowej w Wilejce.
Politycznie był związany z BBWR. 
W wyborach parlamentarnych w 1935 roku został wybrany posłem na Sejm IV kadencji (1935-1938) 21 976 głosami z listy BBWR z okręgu nr 49, obejmującego powiaty: oszmiański, wilejski i mołodecki. W kadencji tej pracował w komisji zdrowia. 
Podczas II wojny światowej był więziony przez NKWD w Kozielsku, następnie dostał się do armii gen. Władysława Andersa. Po wojnie pozostał na emigracji w Wielkiej Brytanii.

## Ordery i odznaczenia
- Złoty Krzyż Zasługi (10 listopada 1933)[3]
- Medal Pamiątkowy za Wojnę 1918–1921[2]

## Życie rodzinne
Był synem Karola i Klementyna z Sałacińskich. Ożenił się z Matyldą Staszewicz, z którą miał dwie córki: Jolantę i Janinę.